# 김기홍 (강원특별자치도의원)
김기홍(金起弘, 1978년 12월 8일 ~)은 대한민국의 기업인 출신 정치인이다. 제8·9·11대 강원도의원, 제11대 강원특별자치도의원을 지냈다.

## 학력
- 연세대학교 행정학과 행정학 박사

## 경력
- 동아서관 남부점 대표
- 상지대학교 행정학과 객원교수
- 동아서관 장학회 간사
- 2012.04 ~ 2014.06: 제8대 강원도의회 초선 도의회의원
- 2014.07 ~ 2018.06: 제9대 강원도의회 재선 도의회의원
- 2022.07 ~ : 제11대 강원도의회 3선 도의회의원
  - 2022.07 ~ 2024.06: 제11대 강원도의회 전반기 부의장
  - 2022.07 ~ 2024.06: 제11대 전반기 강원도의회 경제통상위원회 위원
  - 제11대 전반기 강원도의회 재정효율화 특별위원회 위원
  - 제11대 후반기 강원특별자치도의회 사회문화위원회 위원
  - 강원특별자치도의회 지역소멸 대응 특별위원회 위원
- 2025.02 ~ : 국민의힘 강원도당 부대변인

## 역대 선거 결과
|  | 46.76% |

|  | 60.30% |

|  | 42.81% |

|  | 60.00% |